# Borudschen
Borudschen (persisch بروجن) ist eine Stadt im Verwaltungsbezirk Borudschen in der Provinz Tschahār Mahāl und Bachtiyāri im Iran. 2016 hatte die Stadt 57.071 Einwohner.

## Geografie
Borudschen ist für sein extrem kaltes Wetter bekannt und gilt als eine der kältesten iranischen Städte. Die Stadt liegt auf einer Höhe von etwa 2197 m über dem Meeresspiegel. Das Klima ist in der Regel eine Kombination aus gemäßigtem Sommerklima und sehr kalten Wintern. 

## Demografie
Bei der Volkszählung 2016 betrug die Einwohnerzahl der Stadt 57.071. Die Stadt wird von Persern und einer Minderheit von Luren und Turkvölkern bewohnt.
| Zensusjahr | Einwohnerzahl |
| ---------- | ------------- |
| 1996       | 42.862        |
| 2006       | 49.969        |
| 2011       | 52.694        |
| 2016       | 57.071        |